# 구스타프 페히너

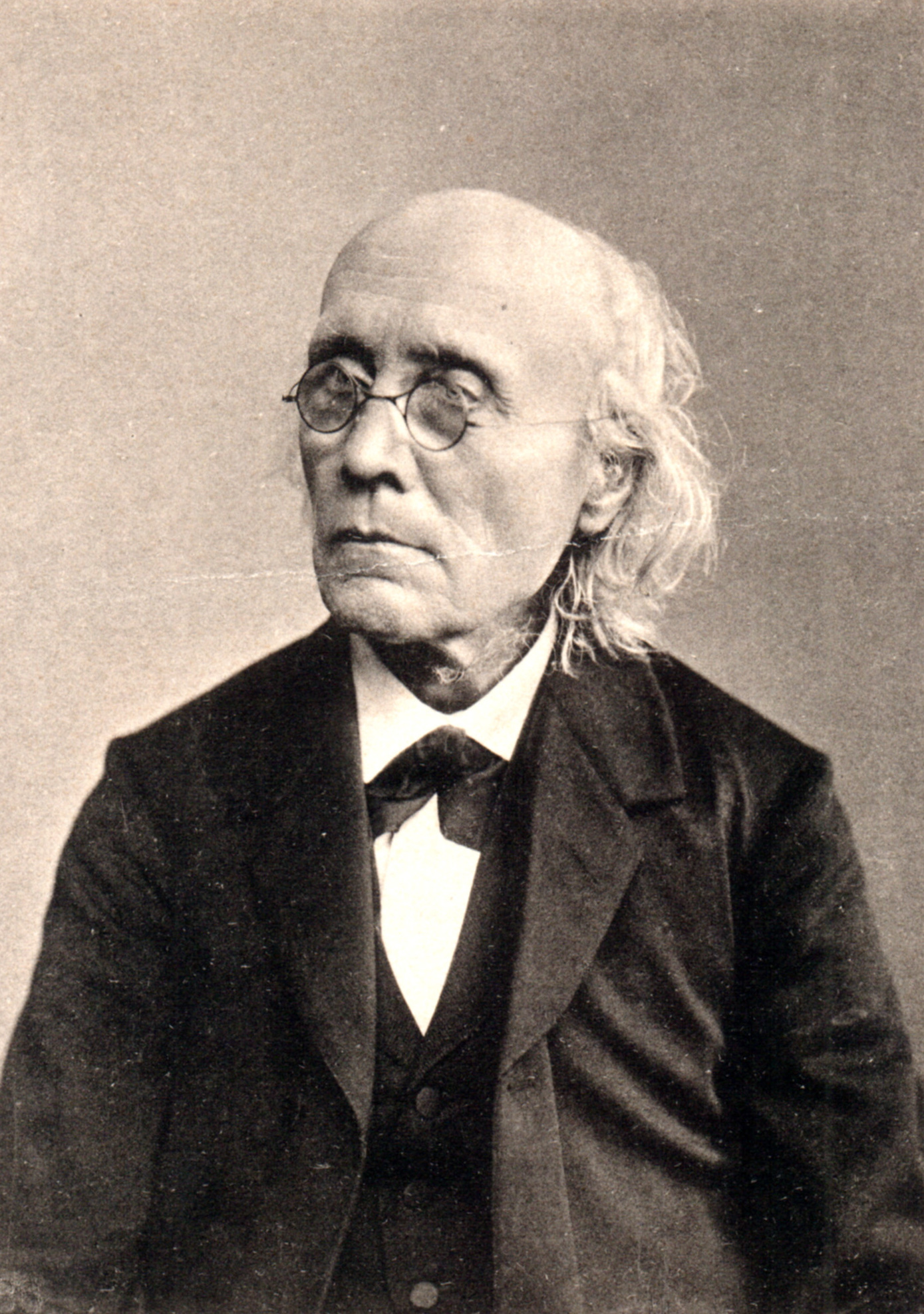
페히너

구스타프 테오도어 페히너(독일어: Gustav Theodor Fechner, 1801~1887)는 독일의 자연과학자·철학자이며, 정신물리학의 창시자이다. 심리학적 실험미학의 시조이기도 하다. 독토르 미제스(Doktor Mises)라는 필명을 사용 하였다.
드레스덴 근교 그로스 자르펜에서 출생하였다. 드레스덴과 라이프치히 대학에서 의학과 물리학 및 철학을 배웠으며, 1834부터 1840년까지 라이프치히 대학의 물리학 교수로 있다가 병으로 퇴직, 요양한 후에 철학교수가 되었다. 자극과 감각의 강도 관계를 수량화하여 실험심리학 연구법을 확립하였다. ‘페히너의 법칙(베버-페히너의 법칙)’으로 알려진 공식을 정리하여, 정신물리학 및 이후의 실험심리학의 개척자가 되었다.
이와 같은 실증과학을 토대로 당시 유행하던 실증주의 ·유물론의 입장에 동조하지 않고, 스피노자적 물심병행론(物心竝行論)에 바탕을 둔 신비주의적 ·사변적(思辨的)인 실재론적 유심론(唯心論)의 철학을 설파하였다. 심리학적 실험미학(實驗美學)의 시조이기도 하다. 주요저서로 《정신물리학원론 Elemente der Psychophysik》(2권, 1860) 《실험미학 Zur experimentellen Ästhetik》(1873) 《최고선(最高善)에 대하여》(1846) 등이 있다.
또한 황금비 사각형 실험을 주도했던 인물이기도 하다.